# Gerald Joseph Wasserburg
Gerald Joseph « Jerry » Wasserburg, né le 25 mars 1927 à New Brunswick au New Jersey (États-Unis), et mort le 13 juin 2016 à Florence (Oregon), est un géochimiste américain, ancien étudiant de Harold Urey à l'université de Chicago et professeur émérite à Caltech. Il est connu pour ses travaux en géochimie isotopique et cosmochimie pour lesquels il reçoit plusieurs prix scientifiques.

## Biographie
Il est le premier géochimiste à avoir travaillé sur les échantillons lunaires ramenés sur Terre.
Il est l'un des pères de la cosmochimie, notamment isotopique qui a révolutionné les modèles de nucléosynthèse stellaire, surtout celle des événements de supernovas avec les enrichissements en neutrons responsable de la synthèse des éléments chimiques lourds (plus lourds que le fer 56. Il est un grand découvreur de diverses anomalies isotopiques dans les météorites primitives, les chondrites, et surtout dans les enclaves réfractaires riches en calcium, aluminium et titane (les CAI), comme celles de la météorite d'Allende, les plus anciens objets minéraux du système solaire. C'est notamment pour ces travaux qu'il a reçu le prix Crafoord, qu'il a partagé avec Claude Allègre qui fut étudiant post-doctorant quelque temps chez lui, à Caltech et où il apprit la spectrométrie de masse.

## Récompenses
- 1986 : prix Crafoord
- 2008 : médaille William-Bowie

L'astéroïde (4765) Wasserburg a été nommé en son honneur.